# Batman: Kezdődik!
A Batman: Kezdődik! (Batman Begins) című film Christopher Nolan rendező új Batman-sorozatának a történet szerinti első darabja, melyet 2005-ben mutattak be a mozikban. Főszerepben Christian Bale és Liam Neeson látható.

## Cselekmény
|  | Alább a cselekmény részletei következnek! |

A milliomoscsemete Bruce Wayne beleesik a birtokukon egy kiszáradt kútba, ahol az ott tanyázó és kirepülő denevérek megijesztik. Végül apja – Thomas Wayne – és Alfred, a Wayne-kastély komornyikja hozzák ki onnan.
Bruce és szülei még aznap este Gotham City belvárosába mennek, hogy megtekintsenek egy operaelőadást. A kisfiú megijed a denevérszerű jelmezesektől, így a család idő előtt otthagyja a darabot. Egy sikátorba betérve egy csavargó pisztollyal a kezében kirabolja őket, és véletlenül lelövi Bruce édesapját, majd a távozása előtt még végez az édesanyjával.
Évek telnek el, az árván maradt fiút Alfred neveli fel, a Wayne házaspár gyilkosát elfogják, ám a bíróságon megölik. Bruce elégedettségét látva, annak régi barátja, Rachel felfedi előtte a város valódi arcát: Gothamet Carmine Falcone, a rettegett alvilági gengszter uralja, aki itt szabadon bonyolítja drogüzleteit, még a rendőrség is az ő hatalma alatt van. Bruce bevallja Rachelnek, hogy ő is meg akarta ölni a szülei gyilkosát – Chill-t -, és emiatt nagyon szégyenli magát, mivel így ő sem különb a gyilkosnál. Rachel elviszi Bruce-t Carmine Falcone étterméhez, és azt javasolja neki, hogy menjen be és köszönje meg a maffiavezérnek amit tett, mivel Chill gyilkosa az ő embere volt.
Bruce megcsömörlik magától és szülővárosától, és világgá megy. Hosszas vándorlás és börtön után végül egy ismeretlen szektához, az Árnyak Ligájához kerül, ahol a rend mestere, Ra's al Ghul nin-jutsu kiképzést biztosít a nincstelen bosszúvágyó férfiaknak, köztük Bruce-nak. A fiút egy profi kardforgató, Henri Ducard képzi ki, ám mikor eljön a vizsga ideje, szembesülnie kell vele, hogy a Liga valódi célja, hogy tömegesen pusztítsa ki Gothamet, így megszabadítva azt a bűntől.
Bruce szembeszáll Ghullal, majd kimenekíti Ducardot a felrobbanó templomból. A férfi visszatér Gothambe, és megtudja, hogy gyámja épp kiforgatni készül örökölt cégéből, a Wayne Enterprise-ból. Itt a száműzött technikus, Lucius Fox segítségével technikai arzenált halmoz fel, mellyel sikerrel szállhat szembe a bűnözőkkel. Korábbi félelme tárgyát, a denevért harca jelképévé teszi. Megszületik Batman.
Miután leszámolt Carmine Falcone-val, sokkal nagyobb veszéllyel találja szembe magát: a halottnak hitt Ra's al Ghul ugyanis klánjával együtt visszatér és egy mérgesgázzal megpróbálja megsemmisíteni a várost.
Batman velük is felveszi a harcot, ám miután ártalmatlanná tette ellenségeit, magával Henri Ducarddal is megküzd. Volt mestere bukása után Bruce visszaveszi örökségét, és búcsút vesz gyerekkori szerelmétől, Racheltől.
Batmanként egy új ellenfélről kap hírt Gordon révén, akinek szintén megvan a maga ikonja.
|  | Itt a vége a cselekmény részletezésének! |

## Szereplők
| Szereplő                           | Színész            | Magyar hang     |
| ---------------------------------- | ------------------ | --------------- |
| Batman/Bruce Wayne                 | Christian Bale     | Fekete Ernő     |
| Alfred                             | Michael Caine      | Fülöp Zsigmond  |
| Ducard/Ra's Al Ghul                | Liam Neeson        | Szakácsi Sándor |
| Rachel Dawes                       | Katie Holmes       | Zsigmond Tamara |
| Jim Gordon                         | Gary Oldman        | Kaszás Attila   |
| Ra's Al Ghul                       | Ken Watanabe       | Csankó Zoltán   |
| Dr. Jonathan Crane/Madárijesztő    | Cillian Murphy     | Széles Tamás    |
| Carmine Falcone                    | Tom Wilkinson      | Szilágyi Tibor  |
| Lucius Fox                         | Morgan Freeman     | Kristóf Tibor   |
| Earle                              | Rutger Hauer       | Barbinek Péter  |
| Flass                              | Mark Boone Junior  | Besenczi Árpád  |
| Thomas Wayne                       | Linus Roache       | Selmeczi Roland |
| Finch                              | Larry Holden       | Sztarenki Pál   |
| Faden bíró                         | Gerard Murphy (II) | Kardos Gábor    |
| Loeb rendőrfőnök                   | Colin McFarlane    | Vass Gábor      |
| Joe Chill                          | Richard Brake      | Bicskey Lukács  |
| Hajléktalan                        | Rade Serbedzija    | Reviczky Gábor  |
| George Fredericks                  | John Nolan         | Uri István      |
| Öreg ázsiai rab                    | Vincent Wong       | Botár Endre     |
| Nagydarab rab                      | Turbo Kong         | Faragó András   |
| Öreg himalájai férfi               | Tenzin Gyurme      | Versényi László |
| Wayne Enterprises igazgatósági tag | Charles Edwards    | Juhász György   |
| Férfi vendég az étteremben         | Timothy Deenihan   | Kapácsy Miklós  |

### A magyar változat munkatársai
- Magyar szöveg: Joó Eszter
- Hangmérnök: Erdélyi Imre
- Vágó: Majoros Eszter
- Gyártásvezető: Gelencsér Arienne
- Szinkronrendező: Báthory Orsolya

A szinkront a Mafilm Audio Kft. készítette 2005-ben.

## Folytatás
A film folytatását, a A sötét lovagot 2008. július 18-án mutatták be, főszerepben Christian Bale és a forgatás után, de még a bemutató előtt elhunyt Heath Ledger látható, mint Batman és Joker.

## Jelentősebb díjak és jelölések
- 2006 – Oscar-díj jelölés – legjobb operatőr (Wally Pfister)
- 2006 – BAFTA-díj jelölés – legjobb látványtervezés
- 2006 – BAFTA-díj jelölés – legjobb hang
- 2006 – BAFTA-díj jelölés – legjobb vizuális effekt